# Вардан I Дадиани
Вардан I Дадиани (груз. ვარდან I დადიანი; умер около 1213) — грузинский дворянин и родоначальник рода Дадиани, владетельных князей Самегрело (Мегрелия), области в западной Грузии, которой Вардан I Дадиани управлял как эристави с 1183 по 1213 год. Он занимал видное положение при дворе грузинской царицы Тамары, но впал в её немилость после того, как в 1191 году возглавил неудачное восстание в поддержку Юрия Боголюбского, опального бывшего мужа Тамары.

## На царской службе
Вардан I Дадиани был потомком Вардана, эристави Сванетии и современника грузинского царя Георгия II, правившего в 1072—1089 годах. Вардан I Дадиани принадлежал к роду Марушиани-Варданисдзе и относится к одним из самых ранних представителей этой семьи, упоминаемых под фамилией Дадиани, возможно, по названию фамильного замка Дади. Вардан получил должность мсахурт-ухуцес («министра двора») Грузии и регион Одиши (то есть фактически Мегрелию) в качестве своего феода, который в 1183 году ему пожаловала царица Тамара. В 1186 или 1187 году Вардан отличился в победоносной кампании против государства Ильдегизидов в Арране, которую возглавлял Асат Григолисдзе, владыка Гиши. В ходе неё грузины совершали набеги на Бейлаган и равнину Аракса.

## Участие в восстании
Падение Вардана произошло в результате неудачного восстания, поднятого в 1191 году знатью западной и южной Грузии от имени Юрия Боголюбского, опального бывшего супруга царицы Тамары. К тому времени Вардан был одним из самых влиятельных сановников в Грузии, владевшим Орбети и Каени в восточной части царства в дополнение к обширным землям на его западе: от Лихских гор до Никопсии, то есть «всей Сванетией, Абхазией, Саэгро, Гурией, Самокалако, Рачей, Таквери и Аргвети», а также землями племён санигов и «кешигов» (черкесы). Он встал на сторону мятежников и короновал Юрия как царя Грузии в царском дворце Гегути близ Кутаиси. Верный Тамаре амирспасалар Гамрекели Торели разбил армию Вардана на равнине Ниали в Джавахетии и вынудил остальных мятежников, включая Юрия Боголюбского, сдаться. В итоге Вардан лишился должности мсахурт-ухуцес и феода Каени, которые затем были переданы верному царице дворянину Иване Мхаргрдзели. После этих событий Вардан Дадиани перестал играть какую-либо значительную роли в политической жизни страны, он умер около 1213 года. Его потомки преуспели в западной Грузии, в конечном итоге породив две влиятельные княжеские династии — Дадиани и Гуриели.